# Beach Volley
Beach Volley is een videospel dat werd ontwikkeld door Choice Software en uitgegeven door Ocean Software. Het spel kwam in 1989 uit verschillende platforms. Met het spel kan de speler volleybal spelen. Het spel begint in Londen. De speler kan via New York, Nassau, Luxor, Sydney, Tokio en Moskou de finale halen die wordt gespeeld in Parijs. De winnaar van het toernooi verdient 250.000 dollar.

## Ontwikkelteam
- Ontwikkelaar: Michel Janicki
- Graphics; Michèle Bacqué, Philippe Dessoly, Pierre-Eric Loriaux
- Muziek: Jean Baudlot
- Ontwerper: Marc Djan

## Ontvangst
| Beoordeeld door        | Platform | Datum          | Score |
| ---------------------- | -------- | -------------- | ----- |
| The Games Machine (GB) | Amiga    | december 1989  | 84%   |
| Amiga Joker            | Amiga    | november 1989  | 83%   |
| Amiga Action           | Amiga    | november 1989  | 73%   |
| CU Amiga               | Amiga    | oktober 1991   | 43%   |
| Amiga Power            | Amiga    | september 1991 | 28%   |